# Rocky V
Rocky V ist ein US-amerikanisches Boxerdrama von Regisseur John G. Avildsen aus dem Jahr 1990 und eine direkte Fortsetzung der Rocky-Filmreihe. Der Film ist eine Co-Produktion von United Artists, Star Partners II Ltd. und Chartoff-Winkler Productions im Verleih der MGM/UA Entertainment Company und kam am 16. November 1990 in den US-amerikanischen und am 20. Dezember 1990 in den deutschen Kinos. Rocky V wird von vielen als schlechtester Teil der Rocky-Filmreihe gesehen und war auch 16 Jahre lang, bis Rocky Balboa (2006), der vorerst letzte Rocky-Film.

## Handlung
Kurz nach seinem Sieg gegen Ivan Drago kehren Rocky und seine Familie nach Philadelphia zurück. Sie werden von einem Promoter namens George Washington Duke angesprochen, der Rocky ein Match gegen Union Cane anbietet. Als die Familie nach Hause zurückkehrt, stellt sich heraus, dass Paulie eine Vollmacht an Rockys Buchhalter abgegeben hat, der die gesamte Investition der Familie für schiefgelaufene Immobiliengeschäfte verschwendet hatte. Darüber hinaus hat der Buchhalter Rockys Steuern in den letzten sechs Jahren nicht bezahlt, und sein Haus hatte eine Hypothek in Höhe von 400.000 US-Dollar. Um seine Finanzen wiederzuerlangen, beschließt Rocky, an einigen weiteren Boxkämpfen teilzunehmen, aber Adrian empfiehlt Rocky, zuerst einen Arzt aufzusuchen. Während seiner Ernennung wird bei Rocky nach mehreren Schlägen auf den Kopf während seiner Boxtage ein Punch-Drunk Syndrom diagnostiziert. Die Ärzte raten Rocky, deshalb nicht mehr zu boxen.
Nach seiner Pensionierung verkauft Rocky sein Haus und versteigert seine Habseligkeiten, um die Hypothekenschuld zu begleichen. Die Familie zieht in ihre alte Nachbarschaft um, in der sie alle angefangen haben. Rocky besucht ein Fitnessstudio, in dem sein verstorbener Trainer Mickey Goldmill gehostet wurde, und beschließt, wieder jüngere Boxer zu trainieren.
Eines Tages trifft Rocky auf einen jungen Anwärter namens Tommy Gunn. Rocky stimmt zu, Tommy zu trainieren, aber es lenkt seine Zeit schließlich von seiner Familie ab. Sein Sohn Robert wird in der Schule gemobbt und zieht sich von seiner Familie zurück. An Heiligabend stattet Promoter George Rocky einen Besuch ab und gibt Tommy einige Ratschläge, die ihn dazu bringen, Rocky zu verlassen. Rocky, untröstlich und frustriert, erklärt, dass sein Leben durch das Training von Tommy so viel Bedeutung hatte, aber Adrian widerspricht und sagt, dass Tommy nie ein echtes Herz hatte und etwas hatte, das er nie lernen konnte. Rocky entschuldigt sich und trifft sich mit seinem Sohn Robert, um ihre angespannte Beziehung zu verbessern.
Später gewinnt Tommy das Titelmatch gegen Union Cane, wird aber dafür verurteilt, Rocky verlassen zu haben. Die Medien betrachten Tommy als Papierchampion, nachdem er nicht wirklich einem echten Konkurrenten gegenüberstand, was George dazu veranlasst, davon zu überzeugen, dass Tommy gegen Rocky alles geben muss.
Rocky hängt in einer örtlichen Bar ab, bis Tommy (begleitet von einem Fernsehteam) auftaucht und Rocky zum Kampf herausfordert. Zunächst will Rocky davon nichts wissen, doch Tommy schlägt Paulie und provoziert Rocky damit bis zum äußersten, und Rocky will nun doch beweisen, dass er immer noch der Kämpfer ist, der er einst war. Rocky und Tommy liefern sich einen harten Kampf direkt auf der Straße. Rocky erinnert sich an die harten Schläge von Ivan Drago und die Worte seines Trainers Mickey („Mickey liebt dich“) – er besiegt Tommy.
Tage später besuchen Rocky und Robert das Philadelphia Museum of Art. Dort diskutieren die beiden über ihre Zukunft.

## Hintergründe
- Die Dreharbeiten begannen im Januar 1990 in Philadelphia, (Pennsylvania in den USA) und wurden im April 1990 beendet.

- Allein in den USA spielte Rocky V ca. 41 Millionen US-Dollar ein, davon am Startwochenende 14 Millionen. Weltweit konnte der Film 120 Millionen US-Dollar einspielen.

- Im Soundtrack des Films waren unter anderem Songs von SNAP!, Elton John, Frank Stallone und MC Hammer zu hören.

- 2010 sagte Stallone in einem Interview, er hätte Rocky V aus Gier gedreht.[4]

## Synchronisation
Die deutschsprachige Synchronisation entstand durch Berliner Synchron nach einem Dialogbuch von Arne Elsholtz, der auch die Dialogregie führte.
| Rolle                            | Darsteller         | Deutscher Sprecher |
| -------------------------------- | ------------------ | ------------------ |
| Robert „Rocky“ Balboa            | Sylvester Stallone | Thomas Danneberg   |
| Adrianna „Adrian“ Pennino Balboa | Talia Shire        | Reha Hinzelmann    |
| Paulie Pennino                   | Burt Young         | Gerd Duwner        |
| Robert „Rocky“ Balboa, jr.       | Sage Stallone      | Florian Kiesel     |
| Tony „Duke“ Evers                | Tony Burton        | Manfred Petersen   |
| Tommy „The Machine“ Gunn         | Tommy Morrison     | Mathias Einert     |
| George Washington Duke           | Richard Gant       | Wolfgang Hess      |

## Kritiken
„Das Ergebnis ist ein visuell unbefriedigender, wortlastiger Film, in dem der Autor Stallone dem Schauspieler Stallone eine Rolle auf den muskelbepackten Leib geschrieben hat, die dieser nur in wenigen Momenten ausfüllen kann. […] Da sogar die Boxszenen völlig unbefriedigend geraten sind, bleibt zu hoffen, daß ‚Rocky V‘ in der Tat den Endpunkt der Serie markiert. Es ist allerdings zu befürchten, daß Stallone die von ihm kreierte Figur nicht in der sozialen Bedeutungslosigkeit verschwinden lassen wird; vielleicht gibt es doch ein Comeback.“

„Aus der Asche aufsteigend nach vielen Rückzugen ist ‚Rocky V‘ gerade noch eine liederliche, aber gutmütige Erinnerung an das, was Rocky Balboa 14 Jahre lang über Wasser gehalten hat.“

„Unbefriedigende Fortsetzung der Boxer-Saga, dialoglastig und hölzern inszeniert, voller dramaturgischer Schwächen, sogar in den Boxszenen langweilig.“

„Das einzig Gute, was man über ‚Rocky V‘ sagen kann, ist, dass Stallone zumindest den Verstand hat, das Handtuch zu werfen.“

## Auszeichnungen
- 1991 erhielt der Film verschiedenste Nominierungen für die Negativauszeichnung Goldene Himbeere:
  - Schlechtester Film
  - Talia Shire: Schlechteste Schauspielerin
  - Sylvester Stallone: Schlechtester Schauspieler
  - John G. Avildsen: Schlechtester Regisseur
  - Sylvester Stallone: Schlechtestes Drehbuch
  - Burt Young: Schlechtester Nebendarsteller
  - Schlechtester Song: The Measure of a Man
- Ebenfalls 1991 war Sage Stallone bei den Young Artist Awards für den Preis als Bester Jungschauspieler nominiert.